# Lasiodora pleoplectra
Lasiodora pleoplectra é uma espécie de aranha pertencente à família Theraphosidae (tarântulas).